# ماريان خريستوف
ماريان خريستوف (بالبلغارية: Мариян Христов)‏ (مواليد 29 يوليو 1973) هو لاعب كرة قدم. يلعب مع منتخب بلغاريا لكرة القدم. سبق له أن لعب في كأس العالم لكرة القدم مع منتخب بلاده.

## روابط خارجية
- ماريان خريستوف على موقع الاتحاد الدولي (مؤرشف)  (الإنجليزية)
- ماريان خريستوف على موقع الاتحاد الأوربي (الإنجليزية)
- ماريان خريستوف على موقع قاعدة بيانات كرة القدم.إي يو (الإنجليزية)
- ماريان خريستوف على موقع بيانات كرة القدم. دي إي (الألمانية)
- ماريان خريستوف على موقع ناشيونال فوتبول تيمز (الإنجليزية)
- ماريان خريستوف على موقع Soccerway.com (الإنجليزية)
- ماريان خريستوف على موقع عالم كرة القدم.نت (الإنجليزية)
- ماريان خريستوف على موقع كووورة